# Castlevania: Dawn of Sorrow
Castlevania: Dawn of Sorrow (悪魔城ドラキュラ 蒼月の十字架 Akumajō Dracula: Sōgetsu no Jūjika?) es un videojuego de acción-aventura que fue desarrollado y publicado por la empresa japonesa Konami el año 2005. Forma parte de la serie Castlevania de Konami y fue el primer título de la serie a ser lanzado para la videoconsola portátil Nintendo DS. El juego es la secuela directa de Castlevania: Aria of Sorrow e incorpora varias características de su antecesor. Dawn of Sorrow vendió más de 15 000 unidades durante su primera semana en Japón y, 164 000 unidades en los Estados Unidos pasados tres meses de su lanzamiento inicial.
El juego se ambienta en el universo ficticio de la serie Castlevania, donde los cazadores de vampiros del clan Belmont libran un conflicto contra el vampiro Drácula. Dawn of Sorrow sigue el enredo encontrado en Castlevania: Aria of Sorrow, en el cual Drácula fue completamente derrotado y sus poderes fueron asumidos por su encarnación, Soma Cruz. Con la ayuda de sus aliados, Soma tiene que enfrentar a una secta que intenta asesinarlo para poder revivir a Drácula.
Dawn of Sorrow incorpora varias características de títulos anteriores de la serie Castlevania, como la combinación de elementos de videojuegos de plataforma y videojuegos de rol, el sistema «Tactical Soul» encontrado en Aria of Sorrow y, una atmósfera gótica y oscura. Dawn of Sorrow también introduce otros elementos completamente nuevos a la serie, como el sistema «Magic Seal» —que necesita del uso del lápiz  stylus para poder derrotar a ciertos enemigos—, un diseño distintivo de los personajes en anime y un modo multijugador donde dos jugadores compiten por los tiempos más rápidos en un nivel prerenderizado. Recibió críticas positivas de varias publicaciones de videojuegos y fue considerado uno de los mejores juegos lanzados para Nintendo DS en 2005. Fue relanzado en Japón 3 veces, siendo el primer relanzamiento el 29 de junio de 2006, y en Norteamérica el 2007 como parte de la línea «Konami the Best».

## Modo de juego
Durante el juego, el jugador controla el personaje en pantalla desde una perspectiva en tercera persona para interactuar con objetos y otros personajes. Al igual que los títulos anteriores de la serie y la mayoría de videojuegos de rol, los personajes suben de nivel cada vez que alcanzan un número definido de puntos de experiencia al derrotar enemigos; cada nivel ganado aumenta un poco las estadísticas del personaje, lo que mejora su rendimiento durante la batalla. Ejemplos de estadísticas incluyen puntos de vida, la cantidad de daño que el personaje es capaz de soportar; puntos de magia, que determinan la cantidad de veces que el personaje puede usar ataques mágicos; fuerza, el poder de sus ataques físicos; inteligencia, el poder de los ataques mágicos. Al encontrarse con un enemigo, el jugador puede utilizar una variedad de armas para atacarlo y derrotarlo. A pesar de que el juego se ambienta en el año 2035, la mayoría de las armas disponibles son medievales, incluyendo espadas, hachas y lanzas, además de pistolas y un lanzagranadas, que son los únicos ejemplos de armas modernas. Estas armas difieren en el nivel de daño, alcance y velocidad de uso.
Dawn of Sorrow, al igual que la mayoría de los juegos de la saga Castlevania, se ambienta en un castillo, que se subdivide en diversas áreas principales.  Las áreas del castillo difieren en su composición, incluyendo la aparición de monstruos y las características del terreno. Adicionalmente, cada área posee su propio tema musical, que es tocada de acuerdo a la presencia del jugador en el lugar. El movimiento del personaje se basa en las opciones del jugador, sin embargo, las áreas que el personaje puede alcanzar están limitada a los artículos pertenecientes al mismo, una característica común en la mayor parte de los juegos de plataforma. El avance, sin embargo, no es lineal, los jugadores son libres de explorar las partes del castillo a las que tienen acceso y, a avanzar o retroceder según su voluntad.

### Tactical Soul

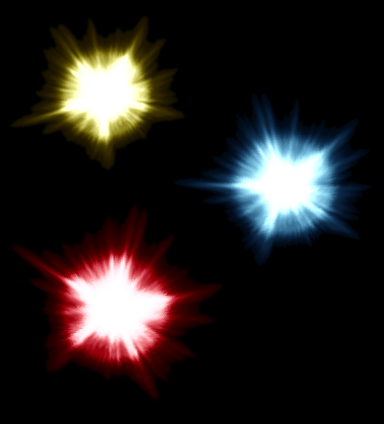
Almas Bullet, Guardian y Enchant; ataque, defensa y estatus, respectivamente.

El método principal que tiene el jugador para ganar habilidades adicionales en el juego es la absorción de las almas enemigas a través del sistema «Tactical Soul», que fue presentado originalmente en Aria of Sorrow. A excepción de los enemigos humanos y del oponente final del juego, las almas de todos los enemigos pueden ser absorbidas por el personaje. Las oportunidades para absorber una varían para cada enemigo. El jugador puede absorber varias copias de la misma y, muchas de estas incrementarán la eficacia del jugador en función del número de la misma alma que se posea. Las almas proporcionan una gran variedad de efectos, y se dividen en cuatro categorías: Bullet, Guardian, Enchant y, Ability. El jugador sólo puede tener un alma Bullet, Guardian y Enchant equipadas en un momento determinado. Entretanto, después adquirir el alma Doppelgänger, el jugador puede elaborar dos perfiles a ser usados, siendo capaz de rotar entre ellos durante el juego. Los jugadores pueden intercambiarlas de forma inalámbrica a través de la conexión Wi-Fi de Nintendo.
Las almas Bullet son por lo general proyectiles que consumen una cantidad fija de puntos de magia para su uso. Las almas Guardian proporcionan efectos continuos, incluida la transformación del jugador a criaturas místicas, habilidades defensivas y, la invocación de familiares. El movimiento y los ataques de los familiares pueden ser controlados directamente con el lápiz stylus. Estas almas hacen disminuir de forma continua puntos de magia cuando son activadas. Las almas Enchant ofrecen bonificaciones estadísticas y de resistencia contra las diversas formas de ataque, estas son pasivas y no requieren de puntos de magia para mantenerse activas Las almas Ability le dan al jugador nuevas habilidades que se necesitan para avanzar en ciertas áreas del castillo. Estas siempre están activas y no consumen puntos de magia. Algunos ejemplos incluyen la capacidad de romper bloques de hielo con el lápiz, y hacer un doble salto.
Como alternativa, las almas pueden ser utilizadas para transformar permanentemente ciertas armas del personaje. En la tienda de Yoko Belnades, el jugador puede eliminar ciertas almas de su inventario para dar a su arma una forma más poderosa. Ciertas armas solo pueden ser conseguidas a través de esta forma. Las almas también se pueden utilizar en el modo de juego «Enemy Set», donde el jugador puede desarrollar un escenario personalizado para las almas que adquiera. En estos escenarios pueden competir dos jugadores con dos consolas de Nintendo DS

### Magic Seal

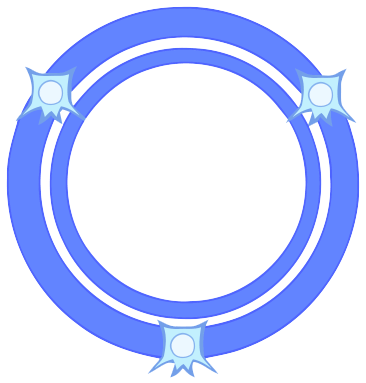
Un «Magic Seal» presentado después de derrotar a un jefe. En este caso, el jugador debe usar el lápiz stylus para dibujar una "V" conectando los puntos, así eliminando al jefe.

El sistema «Magic Seal» es un elemento nuevo introducido en Dawn of Sorrow, que requiere el uso de la pantalla táctil de la DS. En el momento en que el jugador reduce los puntos de vida de un jefe a cero, aparecerá un círculo y, automáticamente se dibujará un patrón para conectar una cierta cantidad de círculos más pequeños dentro de la circunferencia grande. Después de esto, el jugador debe dibujar el mismo símbolo en la pantalla táctil dentro de un tiempo determinado. Si el jugador falla en dibujar con precisión dentro del límite de tiempo, el jefe recuperará parte de su vida. Los enemigos más poderosos requieren un «Magic Seal» de mayor nivel, los cuales poseen símbolos más complejos.

### Julius Mode
Después que el jugador completa el juego, ya sea con el mal final 2 o el verdadero final, se desbloquea el Julius Mode, de manera similar al de Aria of Sorrow. En cuanto a la trama, Julius Mode sigue la premisa de que Soma sucumbió ante el poder oscuro, y se convirtió en el nuevo Señor de las tinieblas. Desde el menú principal, puede iniciarse un nuevo juego en el modo Julius. En este modo, el jugador juega con tres personajes al mismo tiempo: Julius Belmont, Yoko Belnades y Alucard. Durante el juego, se puede rotar entre los tres, un elemento del juego que se llevó a cabo más adelante en Castlevania: Portrait of Ruin. Cada personaje posee un arma y una selección de habilidades únicas y, a pesar de que estas habilidades permanecen constantes durante todo el juego, las estadísticas de los personajes pueden aumentar al adquirir puntos de experiencia suficientes como para subir de nivel. El diseño del castillo y los enemigos son los mismos, a excepción de la batalla final, que está en contra de Soma. Este modo no es posible con el mal final 1.

## Argumento

### Época
Dawn of Sorrow se ambienta en el universo ficticio de la serie Castlevania. La premisa principal de la serie es la lucha eterna entre los cazadores de vampiros del clan Belmont contra el vampiro inmortal Drácula. Antes de los acontecimientos de Castlevania: Aria of Sorrow, el conde Drácula fue derrotado y su castillo sellado bajo un eclipse solar. Una profecía relacionada con quién heredaría los poderes de Drácula llevó a los eventos de Aria of Sorrow, con el protagonista, Soma Cruz, quien se da cuenta de que él es la reencarnación de Drácula, adquiriendo el "Poder de Dominio", que le permite absorber las almas de los monstruos derrotados por él. Soma consigue escapar de su destino —convertirse en el nuevo Señor de las tinieblas— con la ayuda de sus aliados. Dawn of Sorrow ocurre un año después de estos eventos, cuando Soma acreditaba que sus poderes habían sido perdidos. Buena parte del juego es ambientado dentro de una réplica del castillo de Drácula, que es profundamente subdividida en varias áreas distintas por donde el jugador debe aventurarse durante el curso del juego. El escenario futurista de Aria of Sorrow y Dawn of Sorrow, así como el comienzo de la historia después de la derrota de Drácula, fueron resultado de la decisión de Koji Igarashi de tomar una "ruta diferente" para la serie.

### Personajes

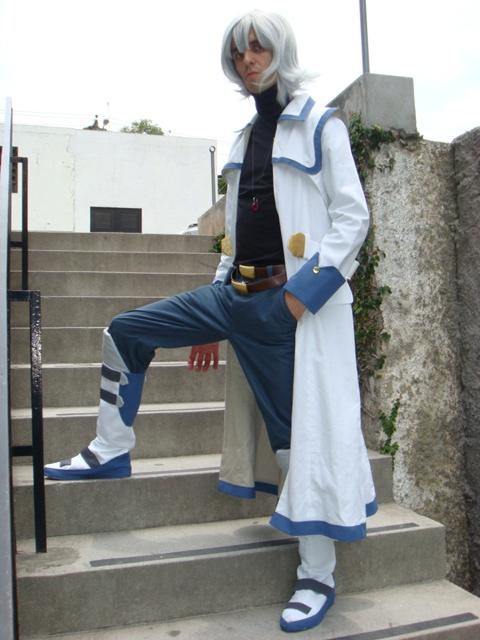
Cosplay de Soma Cruz.

El protagonista de Dawn of Sorrow es Soma Cruz, la reencarnación de Drácula, quien a su vez es el antagonista de la serie Castlevania. En su aventura, Soma es ayudado por Mina Hakuba, la hija del sacerdote del santuario Hakuba; Genya Arikado, un misterioso agente del gobierno que es especialista en el área sobrenatural; Julius Belmont, el último miembro del clan Belmont en la serie; Yoko Belnades, una bruja a servicio de la Iglesia católica, y Hammer, un vendedor de material militar que guarda una gran red de conocimiento.
Un culto dedicado a la resurrección del Señor Oscuro, tiene el papel de antagonista en el juego. Celia Fortner es la sacerdotisa y líder del culto, cuyo verdadero objetivo es revivir al Señor de las tinieblas para evitar la pérdida de sus poderes mágicos. Dmitrii Blinov y Dario Bossi son los subordinados principales de Celia, siendo Dmitrii un cruel manipulador y Dario un perverso buscapleitos. Ambos son "candidatos a ser Señor de las tinieblas", pues nacieron el mismo día de la muerte de Drácula, y así pueden asumir el papel del mismo a través de la destrucción de su alma que, en este caso es la de Soma Cruz.
A diferencia de producciones de Castlevania más recientes, Ayami Kojima no participó en la producción de los diseños de los personajes de Dawn of Sorrow. En cambio, los personajes se dibujaron en un estilo distinto: en el anime. Esto sucedió bajo la influencia del productor Koji Igarashi, quien quería llevar la serie a un público más joven. La ausencia de Kojima el la producción del juego de debió a su necesidad de concentrarse en los diseños de los personajes de Castlevania: Curse of Darkness.

### Historia
Un año después los eventos de Aria of Sorrow, Soma vive de forma pacífica, dando por hecho que había perdido sus poderes después del último incidente. Al comienzo del juego camina junto a Mina, cuando de pronto, una mujer que se hace llamar Celia Fortner aparece e invoca algunos monstruos. Arikado aparece para ayudar a derrotarlos, a lo cual Soma absorbe sus almas luego de eliminarlos. Celia retrocede y dice que lo matará. Soma expresa sorpresa por el retorno de sus poderes, a lo que Arikado le revela que solo habían estado dormidos. Arikado le informa a Soma que Celia es la líder de una secta cuyo objetivo es resucitar al Señor de las tinieblas; más tarde se va e instruye a Soma que no la siga.
No obstante, Soma, a través de informaciones adquiridas por Hammer, localiza el centro de reuniones de la secta, que resulta ser una réplica del castillo de Drácula. Hammer aparece en el castillo y, ya que el dejó el ejército, decide ayudar a Soma y abre una tienda cerca del lugar. Después de entrar, Soma encuentra a Yoko Belnades y Julius Belmont. Cuando Julius se va, Soma lleva a Yoko a un lugar seguro. En ese lapso, ella le da instrucciones sobre el uso del «Magic Seal», el cual es necesario para derrotar ciertos personajes dentro del castillo. Mientras avanza por el castillo, Soma encuentra a Celia junto a otros dos hombres: Dmitrii Blinov y Darío Bossi. Celia les explica que ellos son los «candidatos a Señor de las tinieblas», capaces de convertirse en tal a través de la muerte de Soma. Más tarde, Soma se encuentra con Dmitrii, y consigue derrotarlo. Soma aparentemente obtiene el dominio sobre su alma, a pesar de no adquirir ninguna habilidad. Después de avanzar por el castillo, Soma encuentra a Darío e igualmente lo derrota. Al fin de la batalla, Celia teletransporta a Darío para alejarlo del peligro. 
Soma encuentra a Arikado, que estaba inicialmente enfurecido por la presencia del joven en el lugar, pero que finalmente se conforma con la situación. Arikado le da a Soma una carta y un talismán, enviados por Mina. Soma informa a Arikado de toda la situación en dicho momento, y este último sale en búsqueda de Darío. Más tarde, Soma encuentra a Dario y a Julius, siendo este último derrotado debido a su incapacidad de utilizar el «Magic Seal». Darío retrocede e invita a Soma a luchar en la sala del trono del castillo. Soma se burla de su anhelo por conseguir el poder y promete derrotarlo. Antes de que la batalla comience, Soma usa una de sus almas para transportarse dentro de un gran espejo en la sala y Aguni, el demonio de fuego que estaba sellado junto al alma de Dario, se revela. Soma derrota a la criatura y deja a su oponente sin poderes. Cuando escapa, Celia aparece y le da instrucciones a Soma para ir al centro del castillo.
Una vez allí, Soma se ve obligado a ver a Celia matando a Mina. Enfurecido, comienza a sucumbir ante sus poderes malignos. En ese momento, se revela que el talismán que Mina le dio a Soma es capaz de desacelerar la transformación y permite que Arikado lo encuentre a tiempo y le diga que la Mina asesinada por Celia solo era un doppelgänger. Esto aborta la transformación, un alma sale de Soma y penetra el doppelgänger poco tiempo después. El cuerpo del doppelgänger toma la apariencia de Dmitrii, que afirma que, cuando Soma le derrotó, permitió ser absorbido, deseando que sus poderes copiasen la habilidad de dominar las almas de los subordinados de Drácula, habilidad que era poseída por Soma. Entonces, huye junto a Celia para absorber el alma de otros poderosos demonios y monstruos en un intento por aumentar su poder. Soma y Arikado los persiguen, logrando encontrarlos en el sótano del castillo. Dmitrii, utilizando a Celia como un sacrificio, sella los poderes de Arikado y comienza a luchar con Soma. Sin embargo, su alma no es capaz de soportar el esfuerzo de controlar los numerosos demonios absorbidos de una sola vez, y estos comienzan a salir de su cuerpo, combinándose en una gigantesca criatura llamada «Menace» —en español: «amenaza»—. Soma consigue derrotar al monstruo, pero las almas contenidas en el demonio comienzan a penetrar su cuerpo. Él, furioso, las rechaza, huyendo del castillo junto a Arikado. Al final del juego, Soma expresa preocupación por su actual situación, aún creyendo que su destino es convertirse en el Señor de las tinieblas, pero Arikado le convence de que ese destino aún no está trazado. Soma, entonces, comparte un momento afectuoso con Mina, lo que resulta en la risa de todos los presentes.

#### Variantes
- Mal final 1: Cuando Soma elimina a Dario por 2.ª vez y Arikado, sin candidatos al señor oscuro por vencer, lo fuerza a escapar del castillo.
- Mal final 2: Cuando Soma se le olvida poner el talismán de Mina al convertirse en el señor oscuro, siendo Julius el nuevo protagonista (véase Julius Mode)

## Desarrollo

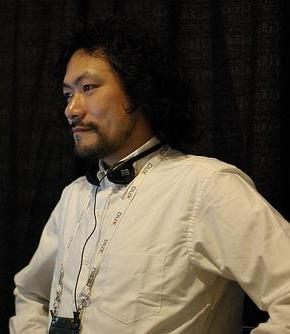
Por mucho tiempo, el productor de Castlevania, Koji Igarashi encabezó el equipo de producción.

Dawn of Sorrow fue anunciado el 6 de enero de 2005, como el primer juego de la serie Castlevania en ser lanzado para el Nintendo DS. Koji Igarashi, que ya había colaborado anteriormente en las anteriores entregas de Castlevania, se encargó de la producción de este nuevo título. Igarashi sintió que la trama, con Suma Cruz y el sistema "Tactical Soul", habrían sido desperdiciados si hubiesen sido usados solamente en un juego, lo que contribuyó a su deseo de hacer una secuencia para Aria of Sorrow. La decisión de lanzarlo para la Nintendo DS en lugar de la PlayStation Portable de Sony, se formó debido al éxito de su predecesor en la plataforma Game Boy Advance de Nintendo, y debido a ciertas observaciones formuladas por Igarashi en la Electronic Entertainment Expo de 2005, sobre ambas consolas. El equipo de producción original de Aria of Sorrow, junto a varios otros empleados de Konami Tokyo, estuvieron involucrados en el desarrollo de Dawn of Sorrow. El uso de características técnicas del Nintendo DS era una de las principales preocupaciones del equipo de producción durante el desarrollo del juego.
La pantalla táctil de la DS fue un punto principal de interés y, varias funciones, tales como recoger objetos y moverlos, fueron originalmente destinados a ser incorporados. Sin embargo, algunos problemas de programación obligaron al equipo de desarrollo a abandonar muchas de estas ideas. La principal preocupación de Igarashi con el uso de la pantalla táctil fue que ésta distorsione "la acción pura de Castlevania", donde el jugador tendría que dejar de jugar para poder utilizar el lápiz. El micrófono DS también fue puesto sobre la mesa durante el desarrollo del proyecto, pero Igarashi afirmó que, aunque encontró algunos usos humorísticos para dicho dispositivo, el micrófono nunca fue seriamente considerado como parte del juego.
La modificación del diseño tradicional, gótico y oscuro de los personajes de diversos títulos anteriores de la serie a un estilo animé, fue una elección realizada por Igarashi, quien quería llevar el juego a un público más joven, afirmando que «intentó atraer al público con dicho estilo». Por otra parte, Igarashi consideró que tal modificación sería una prueba para decidir si el diseño sería viable en futuros juegos de la serie Castlevania. Para las representaciones gráficas de los numerosos enemigos del juego, Igarashi utilizó sprites de juegos anteriores de Castlevania, como Castlevania: Symphony of the Night, los cuales fueron rediseñados por el equipo de desarrollo para poder ser usados en la Nintendo DS.

### Audio
La banda sonora del juego fue compuesta por Michiru Yamane y Masahiko Kimura.  Yamane, que ha trabajado desde hace mucho tiempo como compositora de la serie Castlevania, ha trabajado la música de juegos como Symphony of the Night y Aria of Sorrow, mientras que Kimura había compuesto la música de Castlevania, para la Nintendo 64. En una entrevista, Yamane señaló que ella hizo la música «simple y fácil de reconocer», similar a sus trabajos anteriores en los juegos de Castlevania, estableciendo un paralelismo entre su trabajo en los juegos de Castlevania para Game Boy Advance y su música en Dawn of Sorrow. Igarashi, presente en la entrevista, dijo que «componer música para las consolas portátiles, sin importar el tipo, es, en general, la misma cosa», aunque está de acuerdo en que «la capacidad y la calidad de sonido de la DS es mucho mejor que la del Game Boy Advance».

## Recepción
Dawn of Sorrow recibió elogios de la crítica de varias publicaciones de videojuegos y, muchas lo consideraron el mejor juego de la Nintendo DS del año 2005. Famitsu, considerada una de las revistas más respetadas de Japón sobre videojuegos y conocida por sus rigurosas evaluaciones, dio a Dawn of Sorrow una nota de 33/40, destacando la calidad del sistema de juego, gráficos y sonidos. En Japón fueron vendidas más de 15 000 unidades durante la primera semana de lanzamiento, consiguiendo el décimo lugar en la lista de ventas de software en el país. En los Estados Unidos fueron vendidas 164 000 copias después de tres meses del lanzamiento. Más tarde, el juego fue relanzado en ambos países como parte de la línea "Konami the Best".
Varios especialistas en la materia afirmaron que, a pesar de ser bastante similar a Aria of Sorrow, Dawn of Sorrow consiguió definirse como «un título autónomo». GameSpot comentó que el juego consiguió mantener los juegos en 2D como un género definido, al afirmar que «[Dawn of Sorrow] mantiene encendida la llama tan brillante como siempre». Adicionalmente, GameSpot lo consideró como un buen candidato para ser el mejor juego lanzado para Nintendo DS en 2005, a pesar de que Mario Kart DS adquirió dicho título. Los editores de ING premiaron a Dawn of Sorrow como el «Mejor Juego de Aventura para DS en 2005».
El sistema del juego, en especial el "Tactical Soul", fue bien recibido por los especialistas. La profundidad simple de las habilidades de muchas almas encontradas en el juego fue elogiada y, la IGN acreditó que la habilidad de poseer dos perfiles personalizables con habilidades diferentes se convirtió en «una idea extremadamente conveniente». Por otra parte, la necesidad de encontrar múltiples almas para mejorar la eficacia fue criticada, como X-Play, quien afirmó que «esto era algo más para Pokémon que para Castlevania» y que «[el sistema de recolección de almas] no es para todos». Su relativa dificultad y duración fueron puestos en duda. GameSpot dijo que «podía ser completado en aproximadamente cinco horas», siendo «bastante fácil en cuanto a lo que los demás juegos de Castlevania son capaces de ser».
GameSpot se entusiasmó con la animación y los gráficos del juego, describiendo los planos de fondo como «complejos y deslumbrantes» y, las animaciones en general, especialmente las de los enemigos, como «uno de los platos fuertes [del juego]». La IGN estuvo de acuerdo con esta evaluación, llamando a la animación de «colosal y fluida». Al mismo tiempo, comparó las diferencias entre los gráficos de Aria of Sorrow y Dawn of Sorrown, afirmando que este último «estaba en una escala mas impresionante y amplia». La utilización del estilo animé —al contrario del estilo gótico usado por la ilustradora Ayami Kojima en los juegos anteriores de la serie— en los personajes fue altamente criticada. GameSpy despreció las «imágenes sin vida y superficiales del animé usadas en los personajes» y lamentó la ausencia de Kojima en la producción. La IGN acreditó que las nuevas imágenes de los personajes estaban «por debajo del nivel de calidad de un "animé genérico"». Por otro lado, el audio, compuesto por Michiru Yamane e Masahiko Kimura, fue criticado de buena forma. GameSpot afirmó que «estaba de la cabeza a los pies [sobre Aria of Sorrow]». La IGN señaló que el sistema de altavoces dual de la DS presentó el audio «extraordinariamente bien». En la revisión de 1UP.com sobre el juego, la banda sonora de Dawn of Sorrow fue comparada con la de Symphony of the Night y, la calidad del sonido junto a la composición se consideraron «excelente» y «excepcional» respectivamente.